# 3人の鍛冶屋像
『3人の鍛冶屋像』（3にんのかじやぞう、フィンランド語: Kolmen sepän patsas, 英語: The Three Smiths statue）は、フィンランドのヘルシンキの中心地にある彫像である。『3人の鍛冶屋の像』ともいう。

## 概要

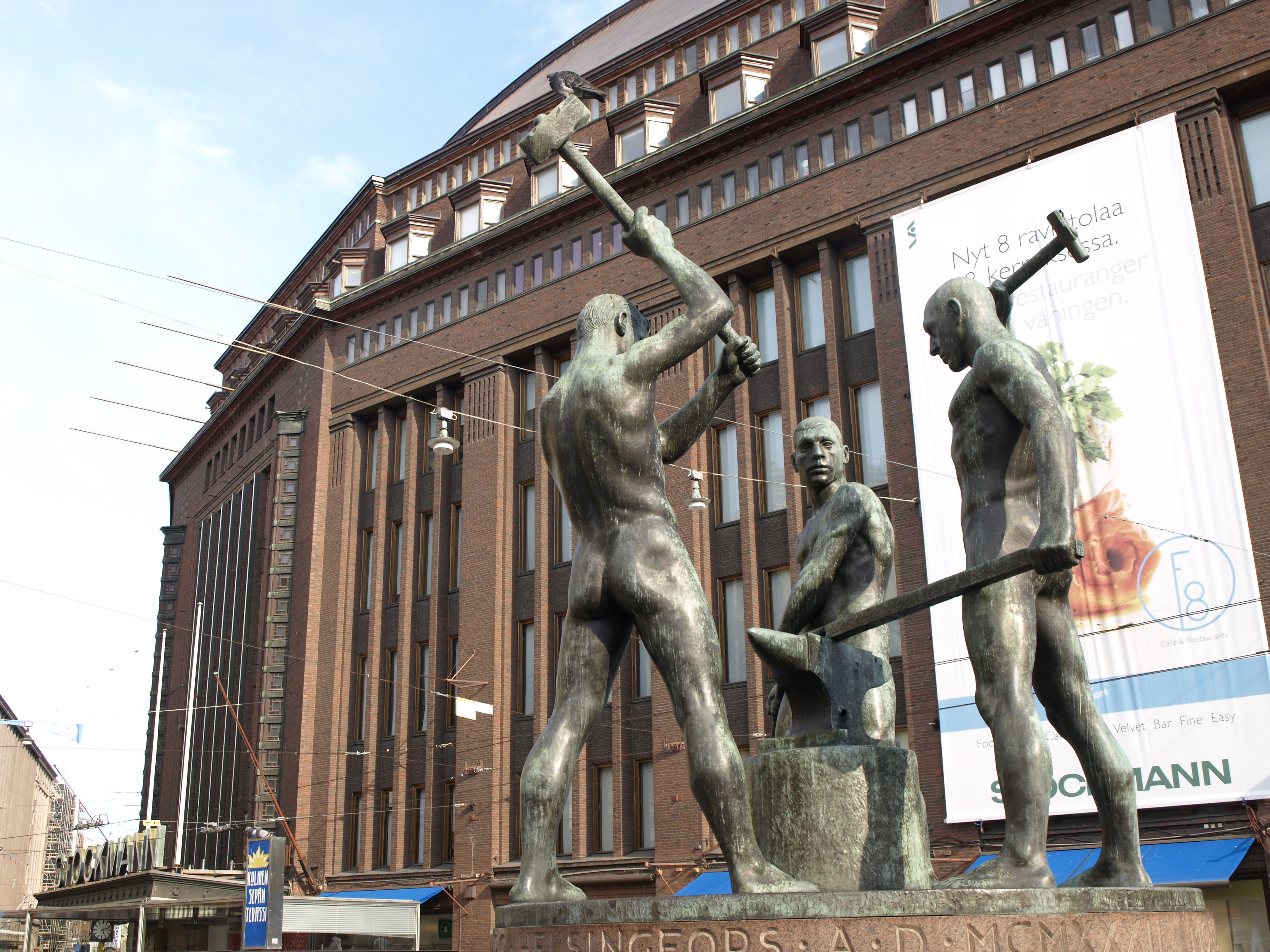
ストックマン百貨店と像

アレクサンテリンカトゥ通りが、西端でマンネルヘイミンティエ (fi:Mannerheimintie (Helsinki)) 通りと交差する地点にある広場 (Three Smiths Square) に建てられている。
彫刻家、フェリックス・ニュルンド (fi:Felix Nylund) によって製作され、1932年に広場に設置された。ニュルンドは、1913年、哲学者ユーハン・ヴィルヘルム・スネルマンの記念碑のコンペティションでこの彫刻作品を出している。
彫像は、人間の労働や人間どうしの協力を象徴的に示しているものと解釈されている。像は青銅を鋳造して造られたものであり、台座には赤色の御影石が使われている。台座には、1944年2月にソビエト連邦がヘルシンキを空襲した際にできた弾痕が残されている。

## 作品
3人の男性が、ハンマーでアンヴィル（金床）を打撃している様子が表現されている。この作品は、実際に存在した人物に想を得て製作された。
ハンマーを高く振り上げている人物は、ニュルンド自身をモデルとしている。もう1人は、れんが積み工であったパーヴォ・コスキネン (fi:Paavo Koskinen) をモデルとしており、顔の特徴は、詩人のArvid Mörneのものである。残りの1人は、ニュルンドの補佐役を務めていた石切り工、アク・ヌーティネン (Aku Nuutinen) をモデルとしている。

## 交通アクセス・周辺
ヘルシンキ中央駅から徒歩でおよそ5分ほど南下したところにある。アレクサンテリンカトゥ通りを挟んですぐのところに、ストックマン百貨店のヘルシンキ本店が立地しており、この建物は、地下でアカデミア書店の建物と接続されている。北側には、アテネウム美術館やヘルシンキ現代美術館などがある。